# Kells, Antrim
Kells, eller Kells and Connor, är en liten ort i Antrim i Nordirland i närheten av Ballymena. Kells är egentligen en sammanslagning av de två orterna Kells och Connor och de delar en skola, bibliotek och liknande. År 2001 hade Kells och Connor totalt 1 745 invånare.